# Centro Universitário Geraldo Di Biase
O Centro Universitário Geraldo Di Biase (acrônimo UGB), é uma instituição de ensino superior privada brasileira, com sede no bairro do Aterrado, em Volta Redonda, no estado do Rio de Janeiro, Brasil.
É mantida pela Fundação Educacional Rosemar Pimentel, e uma oferece mais de 27 cursos de graduação  distribuídos em dois campi (Volta Redonda e Barra do Piraí). A instituição possui laboratórios específicos para as aulas, a unidade sede possui empresas acadêmicas de consultoria, e todas as unidades possuem bibliotecas com acervo de diversas obras. O Centro Universitário oferece cursos de licenciatura, bacharelado, tecnologia, pós-graduação e MBA em diversas áreas do conhecimento.

## História
A instituição foi fundada em 1967, sob o comando do então Deputado Estadual Geraldo Di Biase foi implantada na cidade sul fluminense de Barra do Piraí, no Rio de Janeiro, a Fundação Educacional Rosemar Pimentel (FERP), uma instituição de ensino com cursos de graduação superior. O nome da Fundação foi escolhido como homenagem a um educador do interior do Estado do Rio de Janeiro, Professor Rosemar Muniz Pimentel, um dos pioneiros da instalação do ensino secundário em Barra do Piraí.
No dia 15 de setembro de 2003, o Ministro da Educação, Cristovam Buarque, aprovou as mudanças no regimento das Faculdades Integradas da FERP, que passou a denominar-se Faculdades Integradas Geraldo Di Biase (FGB), em homenagem ao seu fundador Geraldo Di Biase.
As Faculdades Integradas Geraldo Di Biase foi transformada no Centro Universitário Geraldo Di Biase (UGB) de acordo com o parecer de credenciamento CNE/CES nº 147/2005, aprovado em 05 de maio de 2005.
No ano de 2010, tornou-se parte do Fórum Estratégico de Ensino Superior de Volta Redonda, juntamente com a que são a Universidade Federal Fluminense (UFF), Centro Universitário de Volta Redonda (UniFoa), Centro Universitário de Barra Mansa (UBM), Faculdade do Sul Fluminense (Fasf) e o Instituto Federal do Rio de Janeiro (IFRJ).
Em setembro de 2018, iniciou a sétima edição de seu projeto Cine Debate, realizado em seu campus principal.